# 菲利克斯·白劳德
菲利克斯·白劳德（英語：Felix Browder，1927年7月31日—2016年12月10日）是一位以非线性功能分析著称的美国数学家。他在1999年获得美国国家科学奖章。他的两个弟弟也是有名的美国数学家。

## 早期生活和教育
1927年，菲利克斯·厄尔·白劳德出生于俄罗斯莫斯科，而他的美国父亲厄尔·白劳德出生在堪萨斯州的威奇托。父亲在1927年去了苏联。他的母亲是一位来自圣彼得堡的俄罗斯犹太妇女，和厄尔在苏联生活期间相遇并结婚。小时候，菲利克斯和家人回到了美国，在此期间他的父亲厄尔·白劳德曾任美国共产党的领导人。他的父亲还曾在1936年和1940年竞选美国总统。一部于1999年苏联解体后出版、Alexander Vassiliev所著的书籍中提到，其父在1940年代被招募为苏联间谍。
菲利克斯·白劳德是一位数学神童，1944年，17岁的他进入麻省理工学院，1946年以数学学士学位毕业。1948年（20岁），他获得普林斯顿大学博士学位。

## 职业生涯
菲利克斯有自己独立的学术生涯，但因其父亲共产主义活动的影响，在1950年代的麦卡锡时期，他工作上遇到困难。其担任董事会主席的任命受到前第一夫人埃莉诺·罗斯福的支持，而其他受托人在这种政治环境下不敢聘用他。
菲利克斯曾担任芝加哥大学数学系主任，任期12年。他还在麻省理工学院、波士頓大學、布兰代斯和耶鲁大学任职。1986年，他成为罗格斯大学第一位负责研究的副总裁。
在即将离任的美国数学学会总统演讲中，菲利克斯指出，“从一组数学来源中得到的想法和技术从另一组数学来源中得到了丰富的成果”，作为bisociation (来自Arthur Koestler的一个术语)。他还讲述了克劳德·格尔在法国反对数学的举动是有问题的。
菲利克斯以他的个人图书馆而闻名，里面藏有大约三万五千本书。“这些书有许多不同的类别，”他说。“包括数学、物理、科学、哲学、文学和历史书籍，还有一定数量的当代政治科学和经济学书籍。图书馆的藏書多种多样。我对各方面都充满兴趣，这些书反映了我的这些兴趣。”

## 家庭
白劳德于1949年与伊娃·提斯洛维茨结婚，岳父母是犹太人。他们的孩子有专门研究亚原子粒子的物理学家托马斯·白劳德博士，还有比尔·白劳德，Hermitage Capital Management的首席执行官，居住在伦敦。
白劳德博士有两个弟弟，他们也是数学家，分别为代数地形学家威廉和函数代数专家安德鲁。
2016年，白劳德在新泽西州普林斯顿的家中去世，享年89岁。